# Echinogobius hayashii
Echinogobius hayashii är en fiskart som beskrevs av Iwata, Hosoya och Niimura, 1998. Echinogobius hayashii ingår i släktet Echinogobius och familjen smörbultsfiskar. Inga underarter finns listade i Catalogue of Life.